# باورهای زندگی پس از مرگ مصر باستان

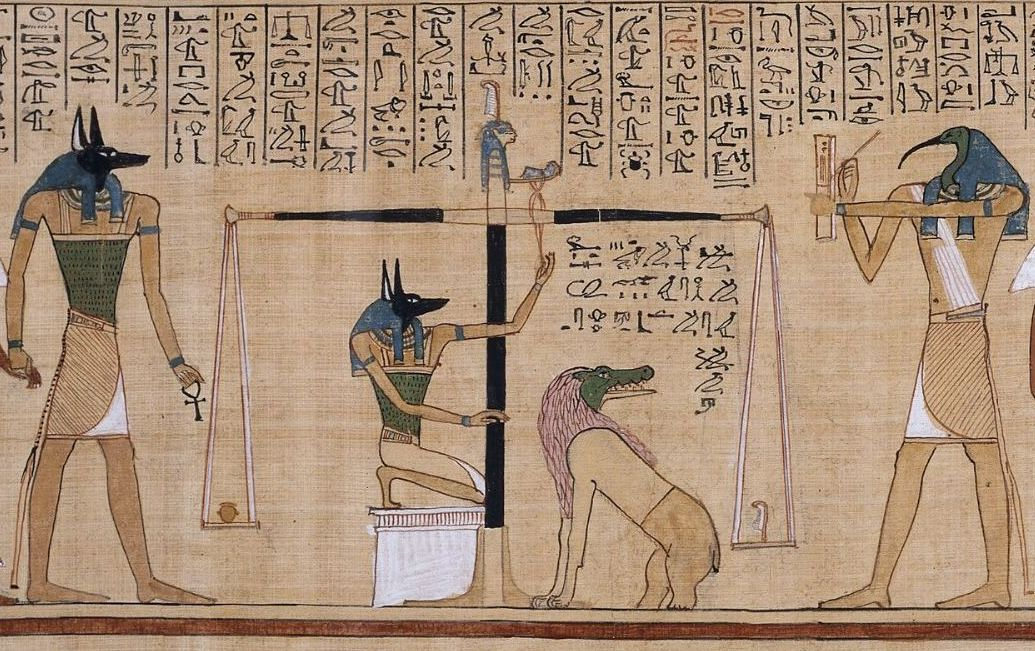
این صحنه جزئیات از پاپیروس حونفر نشان می‌دهد که قلب هونفر در ترازو ماعت در برابر ترازو ماعت وزن می‌کند. توسط شغال-سر آنوبیس. سر اکراس تحوت کاتب خدایان نتیجه را ثبت می‌کند. اگر قلبش از پر سبکتر باشد، هونفر مجاز به عبور از زندگی پس از مرگ است. اگر نه، امیت منتظر او را می‌خورد. وینیت از این قبیل در مصری کتاب مردگان.

باورهای زندگی پس از مرگ مصر باستان حول مجموعه‌ای از آیین‌های متمرکز بود که تحت تأثیر بسیاری از جنبه‌های فرهنگ مصری قرار داشت. دین مصر باستان یکی از مشارکت کنندگان اصلی بود، زیرا این یک رویه اجتماعی مهم بود که همه مصری‌ها را به هم پیوند می‌داد. به عنوان مثال، بسیاری از خدایان مصر باستان در هدایت روح مردگان از طریق زندگی پس از مرگ نقش داشتند. با تکامل نوشتن، آرمان‌های مذهبی ثبت شد و به سرعت در سراسر جامعه مصر گسترش یافت. تثبیت و شروع این آموزه‌ها در ایجاد متون زندگی پس از مرگ شکل گرفت که آنچه را که مردگان برای تکمیل ایمن سفر باید بدانند، به تصویر کشیده و توضیح می‌دادند.
آموزه‌های مذهبی مصر شامل سه ایدئولوژی زندگی پس از مرگ بود: اعتقاد به دنیای زیرین، زندگی ابدی، و تولد دوباره روح. عالم اموات که به آن دوات (اسطوره‌شناسی) نیز می‌گویند، تنها یک ورودی داشت که از طریق قبر آن مرده می‌توان به آن رسید. تصویر اولیه‌ای که یک روح با ورود به این قلمرو ارائه می‌شود، راهرویی بود که با مجموعه‌ای از مجسمه‌های جذاب، از جمله گونه‌ای از خدای سر شاهین، حوروس پوشیده شده بود. مسیری که به دنیای اموات طی شده ممکن است بین پادشاهان و مردم عادی متفاوت باشد. پس از ورود، ارواح به خدای برجسته دیگری، ازیریس ارائه شدند. ازیریس فضیلت روح متوفی را تعیین می‌کند و به کسانی که سزاوار زندگی پس از مرگ هستند اعطا می‌کند. مفهوم مصری «زندگی ابدی» اغلب به عنوان تولدی نامحدود دیده می‌شد؛ بنابراین، روح‌هایی که زندگی خود را زیبا گذرانده بودند به ازیریس هدایت شدند تا دوباره متولد شوند.
برای رسیدن به زندگی پس از مرگ آرمانی، باید تمرین‌های زیادی در طول زندگی انجام می‌شد. این ممکن است شامل رفتار عادلانه و پیروی از باورها و اعتقادهای مصر باشد. علاوه بر این، مصری‌ها بر انجام مراسم پس از پایان زندگی یک فرد تأکید کردند. به عبارت دیگر، این وظیفه زنده‌ها بود که سنت‌های نهایی مورد نیاز را انجام دهند تا مردگان بتوانند به سرعت به سرنوشت نهایی خود برسند. در نهایت، حفظ اخلاق مذهبی بالا توسط زنده‌ها و مردگان، و همچنین پیروی از انواع سنت‌ها، انتقال آرام‌تر متوفی به دنیای زیرین را تضمین می‌کرد.
مصری‌ها امیدوار بودند که کارهای خود را انجام دهند و سرگرمی‌های خود را در زندگی پس از مرگ انجام دهند. تصور می‌شد که رودخانه‌ها و مناطق طبیعی با خاک حاصلخیز برای کشاورزان در زندگی پس از مرگ وجود داشته باشند، و تصور می‌شد که نقاشی‌های روی دیوار مقبره‌ها از اشیایی مانند قایق‌ها باعث می‌شود که در زندگی پس از مرگ برای افرادی که از قبل از آن اشیاء استفاده می‌کردند جذاب باشد و جلوه داشته باشد.

## سفر در عالم اموات
در طول سفر دنیای زیرین، روح متوفی باید با خدایان، موجودات عجیب و غریب و دروازه بانان برای رسیدن به اوزیریس و تالار داوری نهایی مبارزه کند. در اینجا آنها ادعای خود را برای ورود به زندگی پس از مرگ مطرح می‌کردند.
بدترین چیزی که ممکن است اتفاق بیفتد همان چیزی است که «مرگ دوم» نامیده می‌شود. این بدان معنی بود که شما کشته شده‌اید و روح شما نمی‌تواند برگردد و بنابراین شما اصلاً زندگی پس از مرگ نخواهید داشت.

## کتاب مردگان
کتاب‌های مصری مردگان به عنوان بخشی از تجهیزات دفن یک فرد برای اطمینان از ایمنی او در زندگی پس از مرگ ارائه می‌شد. این کتاب به شکل مجموعه‌ای از طلسم‌ها است، که برای پیدا کردن سریع بهشت در دنیای زیرین طراحی شده بود. برای افراد باستانی، سفر در دنیای اموات پس از مرگ با موانع و آزمایش‌هایی از جمله خدایان چاقودار، هیولاها و دروازه‌های خطرناک پر شده بود - و جادوها از اینجا شروع می‌شد. حدود ۲۰۰ سرود برای خدایان و طلسم‌های جادویی وجود داشت. از بین این تعدادی متن انتخاب می‌شد تا روی یک رول پاپیروس قرار گیرد تا در آرامگاه یا قبر قرار گیرد و نوعی گذرنامه مردگان یا راهنمایی برای دنیای بعد، به‌شمار می‌آمد. مصریان عقیده داشتند که «اگر نمی‌توانستند به خدای پس از مرگ به درستی کلمه‌ها را ادا کنند، او با چاقو به سمت آنان می‌پرید و شخص برای ابد کشته می‌شد و زندگی پس از مرگ را از دست می‌داد.» بنابراین، دانستن این طلسم‌ها کاملاً حیاتی بود. مصریان باستان نیز بر این باور بودند که باید در برابر هیولایی در عالم اموات که به نام بلعنده معروف است، مراسمی به نام «وزن کردن قلب» را تحمل کنند. اگر دلهایشان پاک بود، می‌توانستند به زندگی آخرت برسند. اگر نه، دل خورده می‌شدند. مارک اسمیت، استاد مصرشناسی در دانشگاه آکسفورد، توضیح می‌دهد که درمان جسد نیز بخش مهمی از روند تشییع جنازه است. اجساد پاکسازی شدند، اندام‌های داخلی جدا شدند و در کوزه‌های «کانوپیک» نگهداری شدند، جدا از قلب که دوباره در بدن قرار داده می‌شد. سپس جسد را با یک ماده نمک مانند به نام ناترون پر کردند تا از تجزیه آن جلوگیری کند، سپس در بانداژ پیچیده شده و در یک تابوت‌ تزئینی قرار داده می‌شد. در روند طولانی دفن با هدف احیای مجدد فرد مرده و دادن جسد جدیدی که بتواند در آن ساکن شود، انجام می‌شد. همچنین کتاب مردگان شامل طلسم‌هایی بود که به فرد متوفی کمک می‌کرد تا در طرف دیگر دوستانی پیدا کند و توصیه‌های عملی در مورد چگونگی نزدیک شدن به ارواح دیگر ارائه می‌کرد.

### قضاوت نهایی
اوزیریس خدا و قاضی اصلی عالم اموات بود. او همچنین خدای پوشش گیاهی و سیل سالانه نیل بود و ارتباط نزدیکی با مرگ، رستاخیز و باروری داشت. مصریان باستان معتقد بودند که او یک پادشاه مرده‌است، یک حاکم سابق که پس از قتل توسط برادرش ست، به‌طور معجزه آسایی زنده شده بود. به همین دلیل او آمد تا نماد امید به زندگی ابدی باشد که هر مصری داشت. پس از اتمام سفر در دنیای اموات، متوفی به تالار داوری نهایی می‌رسد. قضاوت شامل یک فرایند دو قسمتی است:

#### ایستادن در برابر ۴۲ قاضی الهی
مرده در حالی که قلب خود را به همراه داشت، مقابل اوزیریس در «تالار حقیقت» و در حضور چهل و دو قاضی ظاهر می‌شد و بیان می‌کرد که در طول زندگی خود از هرگونه تخلفی و گناهی بری بوده‌است. کتاب مردگان کلمات صحیحی را در اختیار آنها قرار می‌داد تا برای هر یک از قاضی‌ها استفاده کنند و اطمینان حاصل کند که آنها این بخش از فرایند قضاوت را حتی اگر کاملاً بی گناه نبوده باشند، پشت سر می‌گذارند.

#### وزن کردن قلب

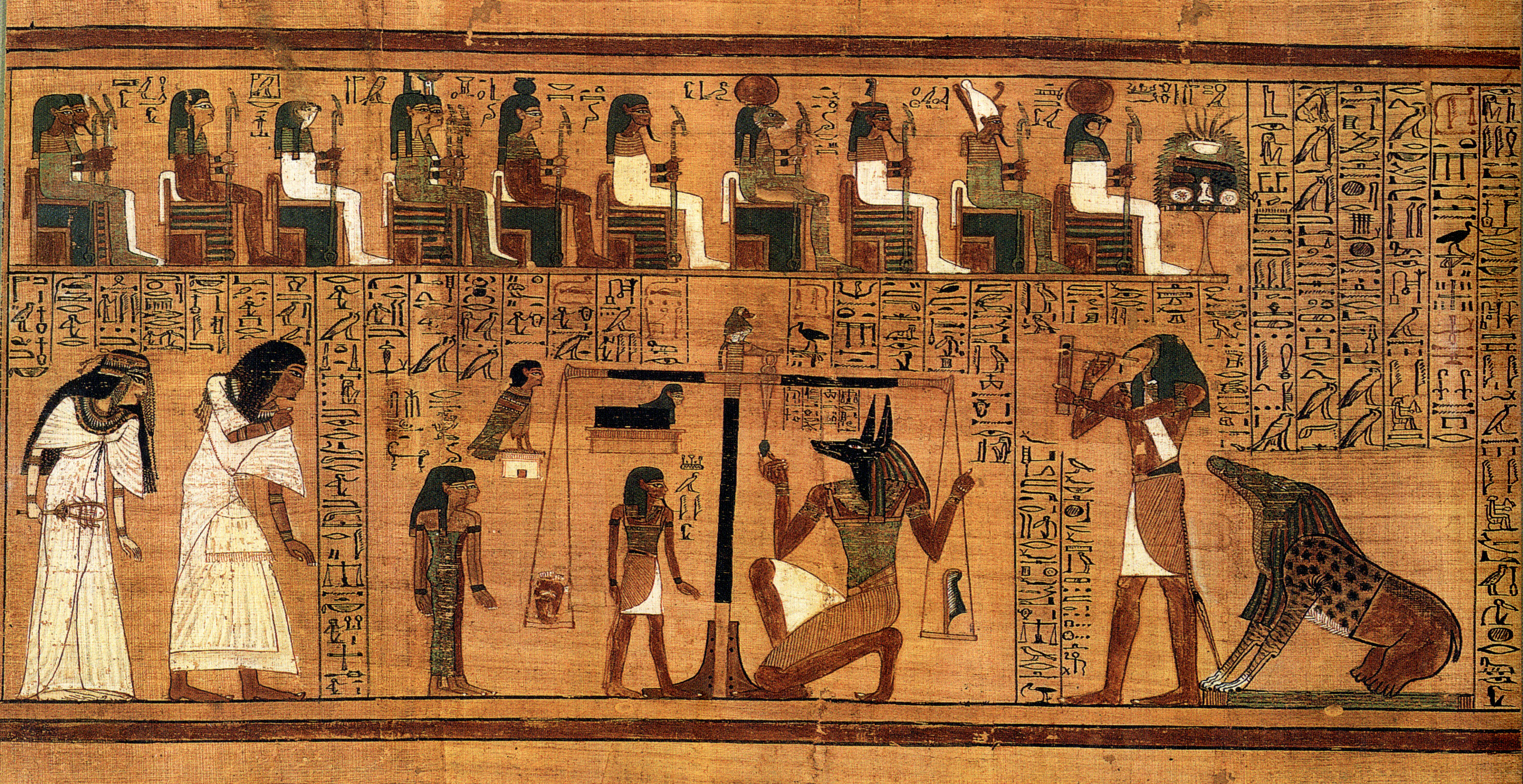
نگاره‌ای در کتاب مردگان از جنس پاپیروس، که نشان می‌دهد قلب یک مرده را روی یک کفه ترازو می‌گذارند و در کفه دیگر ترازو پر ماعت را قرار می‌دهند؛ اگر قلب از پر سبکتر باشد مرده به بهشت می‌رود و اگر مرده گناهکار باشد قلب از پر سنگین‌تر می‌شود و آموت وی را می‌بلعد.

ماعت را به شکل ایزد بانویی که در زورق خورشیدی رع یا زنی نشسته که بر سر او پری نمایان است به تصویر کشیده‌اند. نماد او پر و ترازویی بر دستان او است.
بخش دوم فرایند قضاوت، مراسم «وزن کردن قلب» بود. دلی که شامل تمام اعمال متوفی در زندگی بود، با پر الهه ماعت سنجیده میشد. این پر نماد حقیقت و عدالت بود و به تعیین اینکه آیا فرد متوفی واقعاً فضیلت داشته‌است یا خیر کمک می‌کرد. اگر قلب سنگین‌تر از پر بود، توسط آموت، «بلعیده» می‌شد و روح در تاریکی افکنده می‌شد. اگر ترازو متعادل بود، متوفی آزمون را پس داده بود و به حضور اوزیریس که از آنها به زندگی پس از مرگ استقبال می‌کرد، برده می‌شد. کسانی که نگران این آزمایش بودند، می‌توانستند طلسم (معمولاً متن ۳۰B از کتاب مردگان) را که بر روی طلسم اسکراب قلبشان حک شده بود را بخوانند تا از «خیانت» قلبشان جلوگیری شود.

### زندگی پس از مرگ
زندگی در میدان راش‌ها بازتابی از دنیای واقعی بود که آنها به تازگی با آسمان آبی، رودخانه‌ها و قایق‌ها برای سفر، خدایان و الهه‌ها برای عبادت و مزارع و محصولاتی که باید شخم زده و درو شوند، ترک کرده بودند. به مردگان قطعه زمینی در فیلد راش اعطا می‌شد و از آن انتظار می‌رفت که آن را حفظ کنند، یا با انجام کار خود یا واداشتن شبتی‌هایشان به آنها کار کنند. شبتی‌ها (تندیس‌های کوچک) اغلب با ابزار کشاورزی مانند سبد و بیلنگ عرضه می‌شدند و اغلب توسط یک سرکارگر یا ناظر (که پس از حدود ۱۰۰۰ سال قبل از میلاد ظاهر شد) هدایت می‌شدند، که به جای ابزار، فلیله حمل می‌کرد.